# Fußballer des Jahres (Slowakei)
Mit dem Titel Slowakischer Fußballer des Jahres wird jährlich der beste slowakische Fußballspieler geehrt.
Der erste Titelträger nach der Trennung von der Tschechoslowakei war 1993 Peter Dubovský. Rekordtitelträger mit acht Ernennungen ist Marek Hamšík, gefolgt von Martin Škrtel mit vier Auszeichnungen. Die Wahl wurde von der Tageszeitung Pravda organisiert.

## Fußballer des Jahres

### Liste der Gewinner
| Jahr | Sieger            | Sieger                           | Zweiter           | Zweiter                          | Dritter           | Dritter                                |
| Jahr | Name              | Verein(e)                        | Name              | Verein(e)                        | Name              | Verein(e)                              |
| ---- | ----------------- | -------------------------------- | ----------------- | -------------------------------- | ----------------- | -------------------------------------- |
| 1993 | Peter Dubovský    | Slovan Bratislava Real Madrid    | Ľubomír Moravčík  | AS Saint-Étienne                 | Ľubomír Luhový    | Inter Bratislava                       |
| 1994 | Vladimír Kinder   | Slovan Bratislava                | Dušan Tittel      | Slovan Bratislava                | Peter Dubovský    | Real Madrid                            |
| 1995 | Dušan Tittel      | Slovan Bratislava                | Ladislav Molnár   | Slovan Bratislava                | Peter Dubovský    | Real Madrid Real Oviedo                |
| 1996 | Dušan Tittel      | Slovan Bratislava                | Peter Dubovský    | Real Oviedo                      | Július Šimon      | Spartak Trnava                         |
| 1997 | Dušan Tittel      | Slovan Bratislava Spartak Trnava | Jozef Majoroš     | Petra Drnovice                   | Tibor Jančula     | Slovan Bratislava Fortuna Düsseldorf   |
| 1998 | Jozef Majoroš     | Petra Drnovice Slovan Bratislava | Miroslav König    | Slovan Bratislava                | Dušan Tittel      | Spartak Trnava                         |
| 1999 | Vladimír Labant   | Slavia Prag Sparta Prag          | Ľubomír Moravčík  | Celtic Glasgow                   | Miroslav Karhan   | Spartak Trnava Betis Sevilla           |
| 2000 | Szilárd Németh    | Inter Bratislava                 | Stanislav Varga   | Slovan Bratislava AFC Sunderland | Vratislav Greško  | Bayer 04 Leverkusen Inter Mailand      |
| 2001 | Ľubomír Moravčík  | Celtic Glasgow                   | Vladimír Labant   | Sparta Prag                      | Miroslav Karhan   | Beşiktaş Istanbul VfL Wolfsburg        |
| 2002 | Miroslav Karhan   | VfL Wolfsburg                    | Vladimír Janočko  | Austria Wien                     | Szilárd Németh    | FC Middlesbrough                       |
| 2003 | Vladimír Janočko  | Austria Wien                     | Szilárd Németh    | FC Middlesbrough                 | Marek Mintál      | MŠK Žilina 1. FC Nürnberg              |
| 2004 | Marek Mintál      | 1. FC Nürnberg                   | Róbert Vittek     | 1. FC Nürnberg                   | Miroslav Karhan   | VfL Wolfsburg                          |
| 2005 | Marek Mintál      | 1. FC Nürnberg                   | Kamil Čontofalský | Zenit St. Petersburg             | Miroslav Karhan   | VfL Wolfsburg                          |
| 2006 | Róbert Vittek     | 1. FC Nürnberg                   | Martin Škrtel     | Zenit St. Petersburg             | Marek Sapara      | MFK Ružomberok Rosenborg Trondheim     |
| 2007 | Martin Škrtel     | Zenit St. Petersburg             | Marek Hamšík      | Brescia Calcio SSC Neapel        | Marek Čech        | FC Porto                               |
| 2008 | Martin Škrtel     | FC Liverpool                     | Marek Hamšík      | SSC Neapel                       | Stanislav Šesták  | MŠK Žilina VfL Bochum                  |
| 2009 | Marek Hamšík      | SSC Neapel                       | Stanislav Šesták  | VfL Bochum                       | Ján Mucha         | Legia Warschau                         |
| 2010 | Marek Hamšík      | SSC Neapel                       | Róbert Vittek     | OSC Lille MKE Ankaragücü         | Martin Škrtel     | FC Liverpool                           |
| 2011 | Martin Škrtel     | FC Liverpool                     | Marek Hamšík      | SSC Neapel                       | Juraj Kucka       | CFC Genua                              |
| 2012 | Martin Škrtel     | FC Liverpool                     | Marek Hamšík      | SSC Neapel                       | Marek Sapara      | Trabzonspor                            |
| 2013 | Marek Hamšík      | SSC Neapel                       | Martin Škrtel     | FC Liverpool                     | Juraj Kucka       | CFC Genua                              |
| 2014 | Marek Hamšík      | SSC Neapel                       | Martin Škrtel     | FC Liverpool                     | Ján Ďurica        | Lokomotive Moskau                      |
| 2015 | Marek Hamšík      | SSC Neapel                       | Martin Škrtel     | FC Liverpool                     | Juraj Kucka       | CFC Genua AC Mailand                   |
| 2016 | Marek Hamšík      | SSC Neapel                       | Martin Škrtel     | FC Liverpool Fenerbahçe Istanbul | Róbert Mak        | PAOK Thessaloniki Zenit St. Petersburg |
| 2017 | Marek Hamšík      | SSC Neapel                       | Milan Škriniar    | Sampdoria Genua Inter Mailand    | Stanislav Lobotka | FC Nordsjælland Celta Vigo             |
| 2018 | Marek Hamšík      | SSC Neapel                       | Milan Škriniar    | Inter Mailand                    | Stanislav Lobotka | Celta Vigo                             |
| 2019 | Milan Škriniar    | Inter Mailand                    | Martin Dúbravka   | Newcastle United                 | Marek Hamšík      | Dalian Professional                    |
| 2020 | Milan Škriniar    | Inter Mailand                    | Juraj Kucka       | Parma Calcio 1913                | Marek Hamšík      | Dalian Professional                    |
| 2021 | Milan Škriniar    | Inter Mailand                    | Marek Hamšík      | IFK Göteborg Trabzonspor         | Juraj Kucka       | Parma Calcio 1913 FC Watford           |
| 2022 | Milan Škriniar    | Inter Mailand                    | Stanislav Lobotka | SSC Neapel                       | Marek Hamšík      | Trabzonspor                            |
| 2023 | Stanislav Lobotka | SSC Neapel                       | Dávid Hancko      | Feyenoord Rotterdam              | Milan Škriniar    | Inter Mailand Paris Saint-Germain      |
| 2024 | Stanislav Lobotka | SSC Neapel                       | Dávid Hancko      | Feyenoord Rotterdam              | Lukáš Haraslín    | Sparta Prag                            |

### Spieler mit den meisten Auszeichnungen
| Platz | Fußballer         | Zeitraum  | Erster | Zweiter | Dritter | Gesamt |
| ----- | ----------------- | --------- | ------ | ------- | ------- | ------ |
| 1.    | Marek Hamšík      | 2007–2022 | 8      | 5       | 3       | 16     |
| 2.    | Martin Škrtel     | 2006–     | 4      | 5       | 2       | 11     |
| 3.    | Milan Škriniar    | 2017–     | 4      | 2       | 0       | 6      |
| 4.    | Dušan Tittel      | 1994–1998 | 3      | 1       | 1       | 5      |
| 5.    | Stanislav Lobotka | 2017–     | 2      | 1       | 2       | 5      |
| 6.    | Marek Mintál      | 2003–2005 | 2      | 0       | 1       | 3      |
| 7.    | Ľubomír Moravčík  | 1993–2001 | 1      | 2       | 0       | 3      |
| 7.    | Róbert Vittek     | 2004–2010 | 1      | 2       | 0       | 3      |
| 9.    | Peter Dubovský    | 1993–1996 | 1      | 1       | 2       | 4      |
| 10.   | Szilárd Németh    | 2000–2003 | 1      | 1       | 1       | 3      |
| 11.   | Vladimír Janočko  | 2002–2003 | 1      | 1       | 0       | 2      |
| 11.   | Vladimír Labant   | 1999–2001 | 1      | 1       | 0       | 2      |
| 11.   | Jozef Majoroš     | 1997–1998 | 1      | 1       | 0       | 2      |
| 14.   | Miroslav Karhan   | 1999–2005 | 1      | 0       | 4       | 5      |
| 15.   | Vladimír Kinder   | 1994      | 1      | 0       | 0       | 1      |

### U21-Fußballer des Jahres

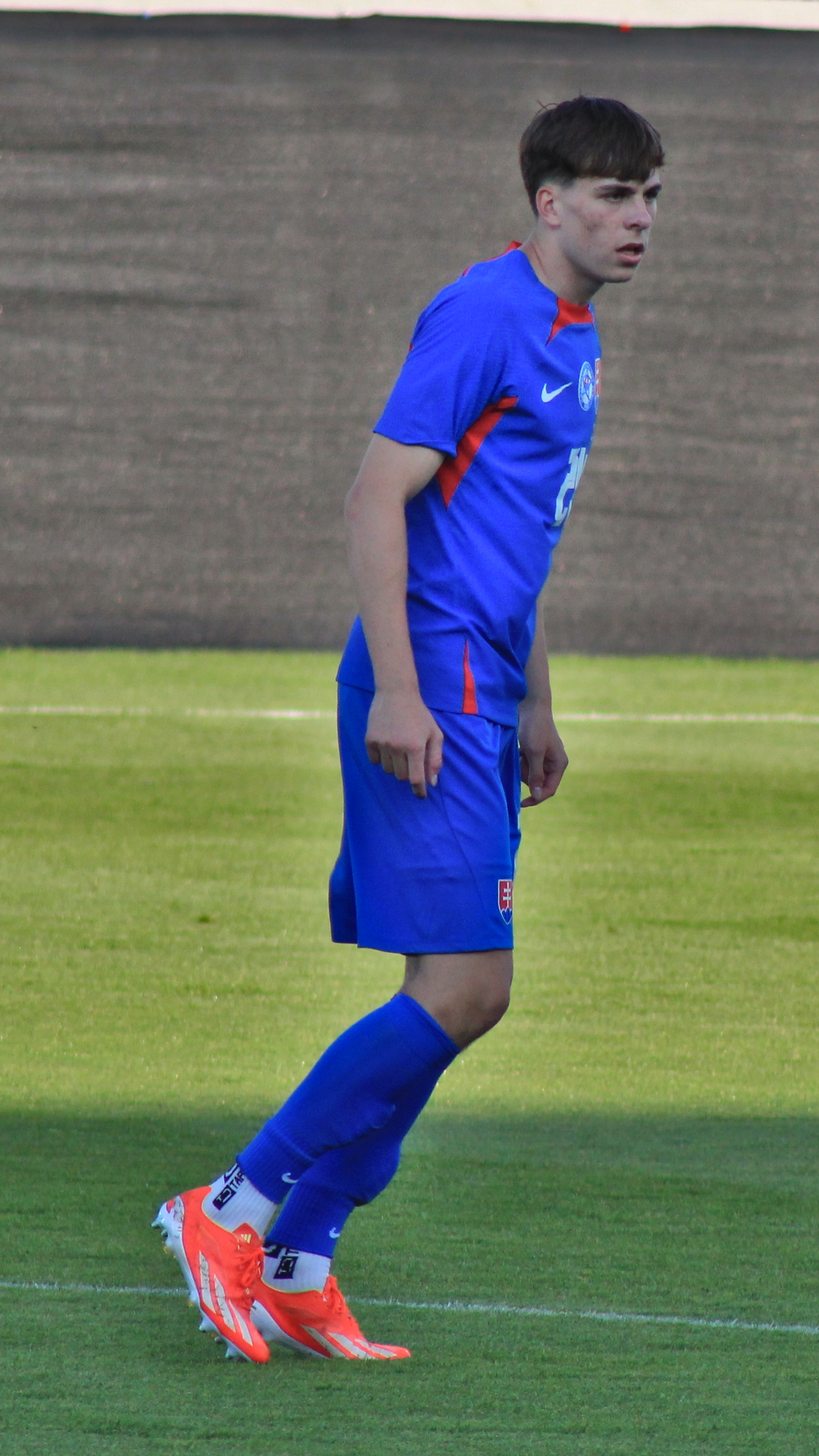
Leo Sauer, Gewinner der Auszeichnung 2023 und 2024. (2024)

Seit dem Jahr 2000 wird zudem jährlich der U21-Fußballer des Jahres der Slowakei ausgezeichnet. Die Ehrung trägt in Erinnerung an den früheren Nationalspieler Peter Dubovský den Namen Peter-Dubovský-Preis (slowakisch: Cena Petra Dubovského).
| Jahr | Fußballer        | Verein                                  | Ref.   |
| ---- | ---------------- | --------------------------------------- | ------ |
| 2000 | Ľubomír Meszároš | ŠK Slovan Bratislava                    | [ 2 ]  |
| 2001 | Róbert Vittek    | ŠK Slovan Bratislava                    | [ 2 ]  |
| 2002 | Róbert Vittek    | ŠK Slovan Bratislava                    | [ 2 ]  |
| 2003 | Roland Števko    | MFK Ružomberok                          | [ 2 ]  |
| 2004 | Milan Ivana      | 1. FC Slovácko                          | [ 2 ]  |
| 2005 | Martin Škrtel    | Zenit St. Petersburg                    | [ 2 ]  |
| 2006 | Dušan Švento     | Slavia Prag                             | [ 2 ]  |
| 2007 | Marek Hamšík     | Brescia Calcio, SSC Neapel              | [ 2 ]  |
| 2008 | Marek Hamšík     | SSC Neapel                              | [ 2 ]  |
| 2009 | Miroslav Stoch   | FC Chelsea, FC Twente Enschede          | [ 3 ]  |
| 2010 | Miroslav Stoch   | FC Twente Enschede, Fenerbahçe Istanbul | [ 4 ]  |
| 2011 | Róbert Mak       | 1. FC Nürnberg                          | [ 5 ]  |
| 2012 | Róbert Mak       | 1. FC Nürnberg                          | [ 6 ]  |
| 2013 | Norbert Gyömbér  | Dukla Banská Bystrica, Catania Calcio   | [ 7 ]  |
| 2014 | Ondrej Duda      | FC VSS Košice, Legia Warschau           | [ 8 ]  |
| 2015 | Matúš Bero       | AS Trenčín                              | [ 9 ]  |
| 2016 | Milan Škriniar   | Sampdoria Genua                         | [ 10 ] |
| 2017 | Denis Vavro      | MŠK Žilina, FC Kopenhagen               | [ 11 ] |
| 2018 | Dávid Hancko     | MŠK Žilina, AC Florenz                  | [ 12 ] |
| 2019 | Róbert Boženík   | MŠK Žilina                              | [ 13 ] |
| 2020 | David Strelec    | ŠK Slovan Bratislava                    | [ 14 ] |
| 2021 | Tomáš Suslov     | FC Groningen                            | [ 15 ] |
| 2022 | Tomáš Suslov     | FC Groningen                            | [ 16 ] |
| 2023 | Leo Sauer        | Feyenoord Rotterdam                     | [ 17 ] |
| 2024 | Leo Sauer        | Feyenoord Rotterdam, NAC Breda          | [ 18 ] |

## Fußballerin des Jahres

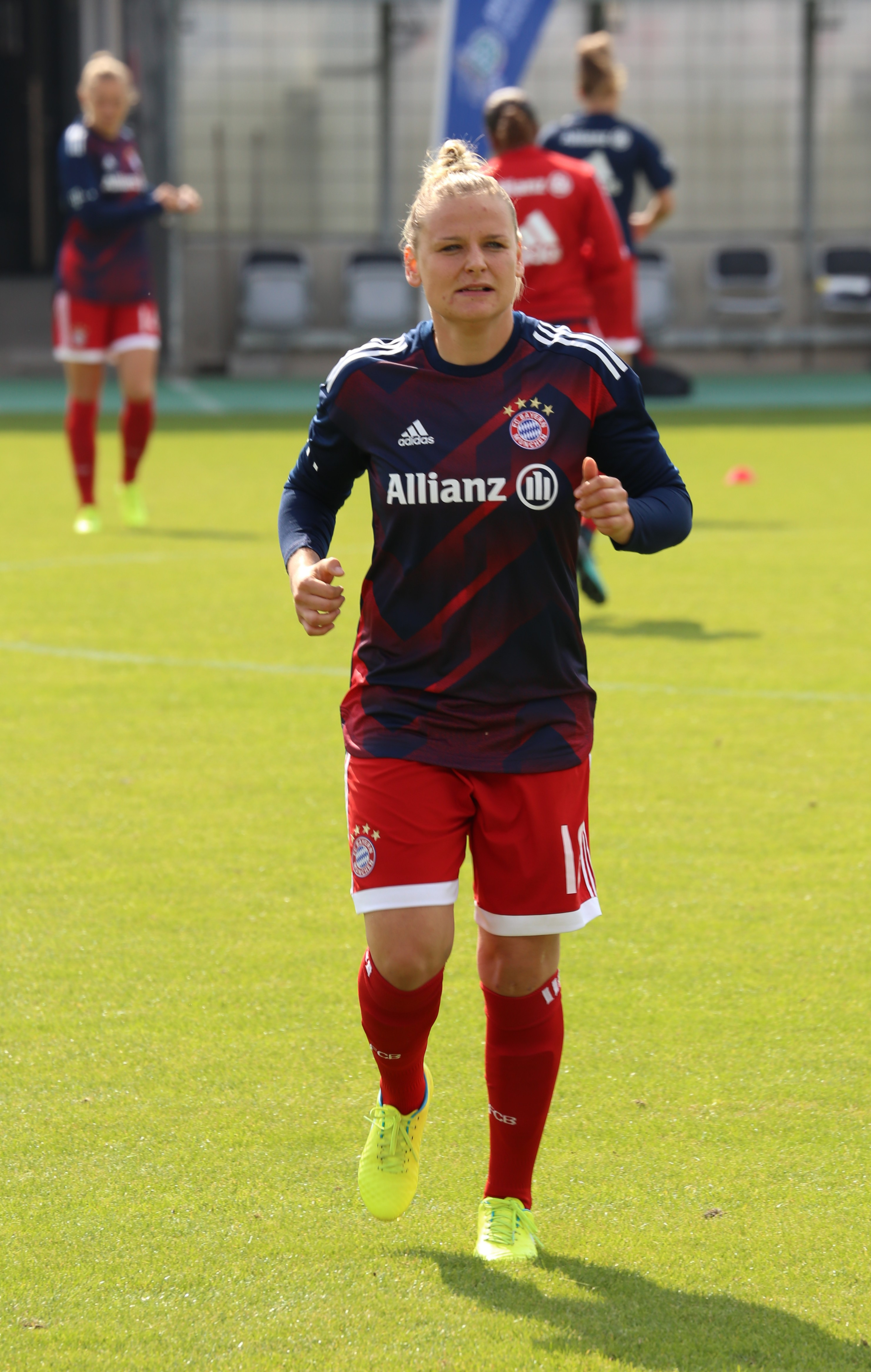
Dominika Škorvánková, 11-fache Siegerin der Auszeichnung. (2017)

### Liste der Gewinnerinnen
| Jahr | Fußballerin          | Verein                                | Ref.   |
| ---- | -------------------- | ------------------------------------- | ------ |
| 2008 | Veronika Klechová    | ŠK Slovan Bratislava                  | [ 2 ]  |
| 2009 | Dominika Škorvánková | ŠK Slovan Bratislava                  | [ 3 ]  |
| 2010 | Eva Kolenová         | FK Slovan Duslo Šaľa                  | [ 4 ]  |
| 2011 | Eva Kolenová         | FK Slovan Duslo Šaľa                  | [ 5 ]  |
| 2012 | Dominika Škorvánková | ŠK Slovan Bratislava, USV Neulengbach | [ 6 ]  |
| 2013 | Dominika Škorvánková | USV Neulengbach                       | [ 7 ]  |
| 2014 | Dominika Škorvánková | USV Neulengbach                       | [ 8 ]  |
| 2015 | Dominika Škorvánková | USV Neulengbach, SC Sand              | [ 9 ]  |
| 2016 | Dominika Škorvánková | SC Sand                               | [ 10 ] |
| 2017 | Dominika Škorvánková | SC Sand, FC Bayern München            | [ 11 ] |
| 2018 | Dominika Škorvánková | FC Bayern München                     | [ 12 ] |
| 2019 | Dominika Škorvánková | FC Bayern München                     | [ 13 ] |
| 2020 | Mária Korenčiová     | AC Mailand                            | [ 14 ] |
| 2021 | Dominika Škorvánková | HSC Montpellier                       | [ 15 ] |
| 2022 | Dominika Škorvánková | HSC Montpellier                       | [ 16 ] |
| 2023 | Mária Mikolajová     | SKN St. Pölten                        | [ 17 ] |
| 2024 | Mária Mikolajová     | SKN St. Pölten                        | [ 18 ] |

### Ranglisten
Fußballerinnen
- 11 × Dominika Škorvánková
- 02 × Mária Mikolajová
- 02 × Eva Kolenová

Vereine
- 4 ×  USV Neulengbach
- 3 ×  FC Bayern München
- 3 ×  SC Sand
- 3 ×  ŠK Slovan Bratislava